# 貨幣学

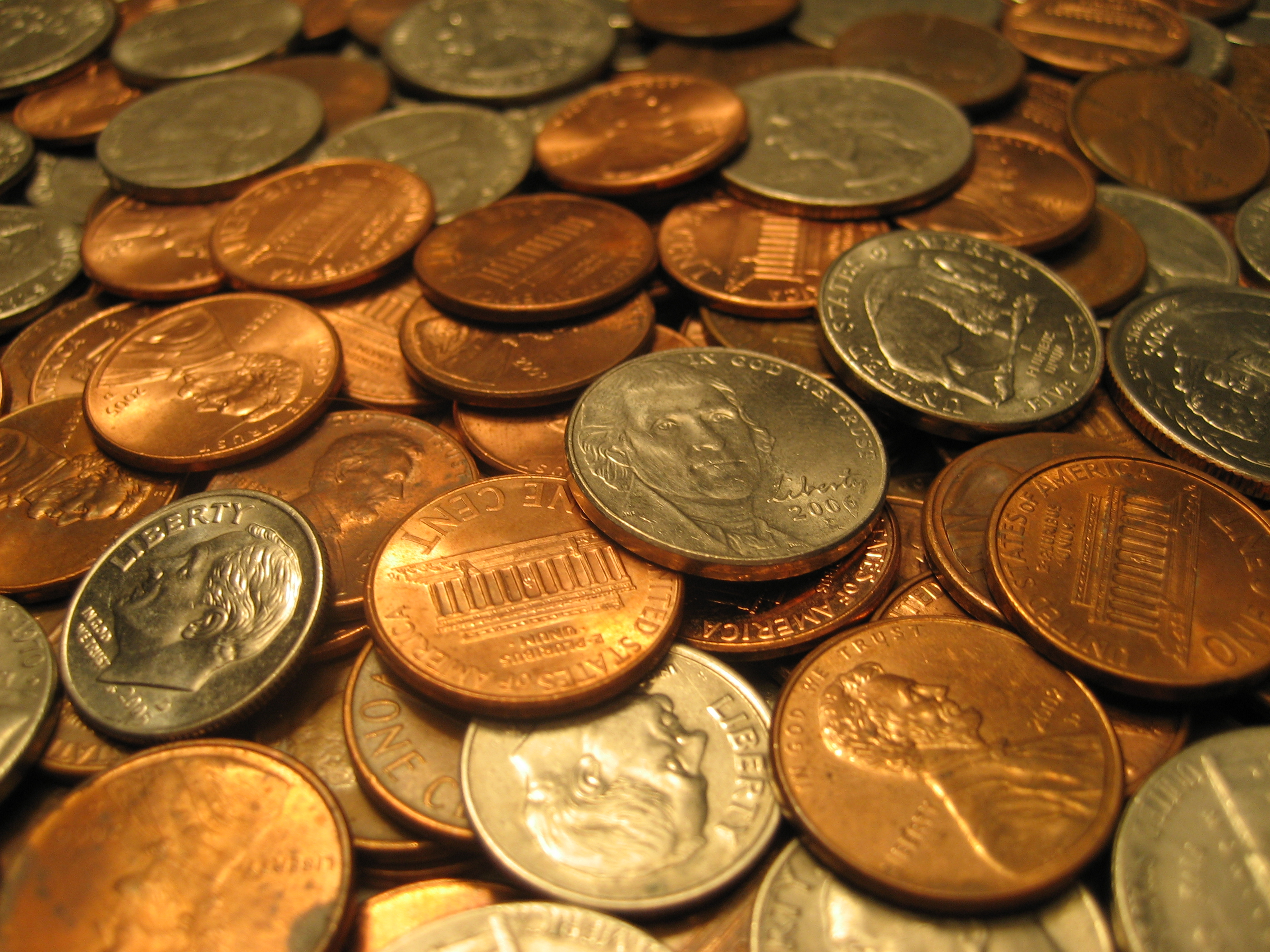
様々な硬貨

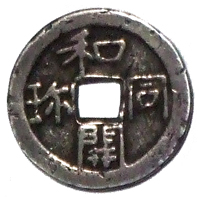
和同開珎銀銭

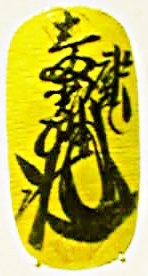
武蔵墨書小判

貨幣学（かへいがく、ギリシャ語：νομισματική、英語：numismatics）は貨幣とその形態史に関する科学的研究の総称。日本語では貨幣学の他、古銭学、古泉学、銭貨学などと呼ばれるが、日本銀行金融研究所の金融研究会などではもっぱら貨幣学と呼称している。

## 貨幣学者による貨幣研究
貨幣学者は硬貨の研究を主体としているとされることが多いが、貨幣学の概念は紙幣、株券、メダル、大メダルや代用硬貨の研究も含まれるため、その研究分野はかなり広い。小切手、銀行券収集、株券・債権収集、そしてクレジットカードなどもまた貨幣学的興趣の対象とされる。先人が使用していた古代の貨幣は珍奇なものであるとされるが、物々交換に利用された物品はそれらが当時流通通貨として使用されていたものであっても、貨幣としては除外される。例として、キルギスに住む人々は主要通貨単位として馬を使用し、小銭として羊皮を使用していた。この場合、羊皮は貨幣学的研究として適していると思われるが、馬は研究の対象にならない。
厳密には、貨幣使用とその発展の経済的・歴史的研究と、貨幣の物理的具体化に関する貨幣学研究とは別個のものとして考えられる。具体的な例を挙げれば、貨幣の起源について述べた経済学的な理論は貨幣学によるもので、分野は関連しているが似て非なるものである。

## 貨幣学の歴史
歴史学で最初に貨幣史を取り上げたのはブローデルで、著書『地中海』で16世紀の地中海地域の価格メカニズム形成史について述べている。さらに貨幣の研究は貨幣を骨董品として評価するためのカタログ作成のための研究が盛んに行われていたが、ドイツ人歴史家ロルフ・シュプランデルは博物館や図書館の貨幣室が所蔵する貨幣を分析研究する方法を確立し、ヌミスマティクス研究「貨幣学」が学問として確立するきっかけになった。

## 貨幣学者

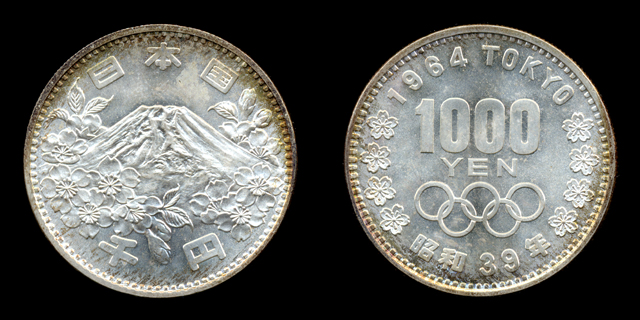
東京五輪千円銀貨

貨幣学者とコイン収集家は時に区別される。前者は貨幣の図案や貨幣構造の知識習得により関連する一方で、後者は主として異なったデザインの貨幣を単に収集することに喜びを見出すものである。事実、多くの貨幣学者は収集家でもあり、逆もまた同様の事例が多い。ウォルター・ブレーンは熱心な収集家ではない貨幣学者として著名な人物の例であるが、他方エジプトのファルーク1世は貨幣学にほとんど興味は無かったが、熱心なコイン収集家であったことでよく知られている。対照的にハリー・バスはコイン収集家であり、貨幣学者でもあったことで著名である。
日本においては田中啓文がコイン収集家として有名。日本銀行金融研究所貨幣博物館に所蔵される貨幣の多くは第二次世界大戦中に日本銀行へ贈られたものである。
今日において貨幣学者は自身の調査報告をインターネットで公表することも多い。特によく知られる例としては、初期の南アフリカの貨幣学的歴史を研究するため30年間もの間を現地で過ごした、スコット・バルソンが有名である。結果として彼の調査は、南アフリカにおいて最初に広く流通した通貨が、1874年に東グリカランドで貿易会社のストラッチャン会社によって発行された、貿易用の代用貨幣であったことを示すものだった。下記外部リンクを参照されたい。
また貨幣学者は、自身らが研究する硬貨の相対的な希少さを測定するために、造幣局または他の機関の記録を使用して、歴史的背景に照らし合わせた貨幣の用途と鋳造量を頻繁に調査している。その貨幣の種類、造幣局によるエラー貨幣、金型の擦り減りの進行度合い、コイン上に描かれている人物や、更には硬貨が鋳造された際の社会政治的背景さえも彼らが関心を置く対象である。総じて、貨幣学的分野の研究においては、貨幣に関することで重要でない事象の方が少ないのである。

多くのプロの貨幣学者は商用目的で硬貨の証明・格付けを行っている。硬貨のコレクションをプロの貨幣業者に売却したりまたは彼らから購入することは貨幣の研究をより前進させることであり、熟練した貨幣学者ともなれば歴史学者、博物館の学芸員、そして考古学者から助言を得る者もいる。

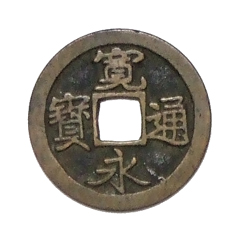
寛永通寳